# ミレーナ
ミレーナ（イタリア語: Milena）は、イタリア共和国シチリア州カルタニッセッタ県にある、人口約2,900人の基礎自治体（コムーネ）。

## 名称
この土地はかつて、ミロッカ (Milocca) と呼ばれていた。1933年、当時のイタリア王妃エレナ・デル・モンテネグロ（第3代国王ヴィットーリオ・エマヌエーレ3世の妃）の母である元モンテネグロ王妃ミレナ・ヴコティッチ（1847年 - 1923年）に敬意を表し、現在の名前に改称された。

## 地理

### 位置・広がり
アグリジェントの北東およそ20キロに位置する。

#### 隣接コムーネ
隣接するコムーネは以下の通り。括弧内のAGはアグリジェント県所属を示す。
- ボンペンシエーレ
- カンポフランコ
- グロッテ (AG)
- ラカルムート (AG)
- ステーラ

## 行政

### 分離集落
ミレーナには、以下の分離集落（フラツィオーネ）がある。
- Centro Urbano, Villaggi: S. Martino, Vittorio Veneto, Piave, Cavour, Crispi, Roma, Montegrappa, Cesare Battisti, Masaniello, S. Miceli, Mazzini, Balilla, Garibaldi